# Melophlus
Melophlus is een geslacht van sponsdieren uit de klasse van de Demospongiae (gewone sponzen).

## Soorten
- Melophlus hajdui Moraes, 2011
- Melophlus ruber Lehnert & van Soest, 1998
- Melophlus sarasinorum Thiele, 1899